# Antoine Gizenga
Antoine Gizenga (Mushiko, 5 de octubre de 1925-Kinsasa, 24 de febrero de 2019) fue un político congoleño. Gizenga fue primer ministro en 1960, y 1961-1962, y primer ministro en rebeldía en 1961. 

## Biografía
Su gobierno, con sede en Stanleyville —actual Kisangani— fue reconocido por 21 países de África, Asia, y Europa del Este en febrero de 1961. Estuvo en la cárcel entre enero de 1962 y julio de 1964 y otra vez entre octubre de 1964 y noviembre de 1965. Vivió en el exilio de 1965 a 1992. 
En 2006, se presentó a las elecciones presidenciales congoleñas de julio, como candidato del PALU. Con un 13,06 % de votos en la primera vuelta, se sitúa en tercera posición y debería ser el árbitro de la segunda vuelta entre Joseph Kabila y Jean-Pierre Bemba.